# Stazione di Pietrelcina
La stazione di Pietrelcina è la stazione ferroviaria della cittadina di Pietrelcina, anche se questa si trova a circa 2 km dalla linea ferroviaria. La stazione, inaugurata il 1º settembre 1881, si trova sulla linea Benevento-Campobasso.

## Storia
Fino al 1º novembre 1915 era denominata «Pietra Elcina»; in tale data assunse la nuova denominazione di «Pietrelcina». La stazione aveva inizialmente un discreto traffico, sia viaggiatori che merci, poi diminuito con la diffusione del trasporto su gomma e la progressiva riduzione delle relazioni sulla linea.
Nei primi anni 2000 vi furono anche treni speciali da Napoli per Pietrelcina (la stazione era occasionalmente presenziata per questi eventi), integrati con un bus navetta dalla stazione al paese, per gli eventi religiosi legati al santuario di San Pio da Pietrelcina.
Dopo la sospensione al regolare traffico viaggiatori della linea (e quindi anche della stazione) avvenuta nel 2013, la stazione venne riattivata nel 2017 per usi turistici, venendo servita da saltuari treni storici "Sannio Express" di Fondazione FS Italiane.

## Strutture e impianti
La stazione presenta un fabbricato viaggiatori su due livelli, normalmente chiuso e rinnovato negli anni 2020.
All'interno si contano 2 binari passanti, serviti da due banchine e uniti tramite una passerella sugli stessi. È presente anche un binario tronco a servizio dello scalo merci, inutilizzato e in stato di abbandono. Su una panchina all'esterno della stazione, una lapide ricorda l'uso che san Pio faceva della stazione per raggiungere Morcone all'epoca del suo noviziato, nel 1903.